# Chummidae
Chummidae là một họ nhện. Họ này gồm có 1 chi và 2 loài. Chúng là các loài bản địa Nam Phi.

## Các chi
- Chumma gastroperforata Jocqué, 2001
- Chumma inquieta Jocqué, 2001